# 羅布人
羅布人，一般指世代居住於塔里木河中下游托阔依、操維吾爾語羅布方言的土著居民。羅布人有廣義與狹義的區分，廣義上的羅布人泛指居住在托阔依上的土著居民，狹義則指居住在羅布泊和喀喇庫順的居民。中華人民共和國官方將羅布人歸屬為維吾爾人的一支。

## 族源
羅布人的族源現在仍存有爭議，一般來說有兩種解釋：一是羅布人是古樓蘭王國遺民的後裔，另一種認為羅布人確為維吾爾人的一支。
現代考古證實，從七千年前的石器時代起，羅布泊一帶就有人類活動。尤其是漢代絲綢之路開通以後，塔里木盆地東緣的羅布泊地區一度因東西商貿往來而非常繁盛。根據對該地區遺留的古屍進行的人類學研究，羅布泊地區的古人既有高加索人種的特徵也有蒙古人種的特徵。而從古墓中出土的文物也既有中亞地區出產也有中國中原地區出產。這表明羅布泊地區作為絲綢之路的樞紐，東西方的文化、經濟和民族都在這裡發生交融。現代羅布人很可能是這種民族大融合的產物。

## 語言
現時的羅布人所使用的語言為維吾爾語羅布方言，屬於阿爾泰語系突厥語族。包括尉犁土語和米若土語兩種方言。

## 生活習俗
過去，羅布人“結廬為室，捕魚為食”，居住於塔里木盆地東、南部各內流河（塔里木河、孔雀河、米蘭河等）沿岸及末端湖泊周邊。其食物一般僅有魚，烹調方式為烤，使用一種稱為“蒲黄”的花粉作為調料，基本不喫糧食和肉類。清代徐松的《西域水道記》記載：“羅布人不食五穀，不牧牲畜，惟以小舟捕魚為食”。他们有時也嚼白嫩的蘆葦根，喝玉米麵摻沙棗的糊糊，偶爾也捕些獸類吃，常喝的飲料有羅布麻茶，穿的衣服一般用羅布麻做成。《回疆誌》載：“或采野麻，或捕哈什鳥剝皮為衣，或以水獺皮並哈什鳥之翎，持往城市貨賣，易布以代衣。”羅布人使用紅柳枝製成的弓箭進行狩獵，捕魚和出行則使用胡楊鑿成的獨木舟(“卡盆”，維吾爾語）。羅布人的房屋用紅柳枝、蘆葦、胡楊木及泥土建造，周圍圍以紅柳枝或胡楊枝的籬笆。
近100年來，尤其是自20世紀六七十年代羅布泊乾涸以來，羅布人的生存環境急劇惡化，現代羅布人已經開始從事農牧業，並過定居生活。

### 宗教信仰
罗布人崇拜太阳。部落内建有原木制的太阳图腾祭坛，围绕太阳图腾有八颗星。这八颗星表示自然现象如象征风、水的原木图案，或者跟他们生话息息相关的“大头鱼”、“羊”，或反映部落时代相传的“女人”和“小孩”、或者反映他们的朴素的哲学思想“手”的图案，罗布人认为手能创造美好生话，绝不能拿别人的财物，否则就会受到自然的惩罚。闻名遐迩的罗布泊“太阳墓地”是世界上独一无二的葬制。
部分羅布人信奉伊斯蘭教遜尼派，但一般不會每天做“乃瑪子”（禮拜，波斯語نماز音譯），現在，除了老年人也很少有人堅持封齋。

### 聖地
在距舊阿布旦村附近有一個羅布人認為是最神聖的地方，這是一個用蘆葦和胡楊木建成的房子似的四方形建築，高約2米，長寬均有6米，門朝南開，西邊另外建有一堵小圍墻，傳說圍墻內的地底下埋有聖物。在建築五和圍墻相鄰的墻壁上，有一個用胡楊木做的一米高的平臺，上面擺著馬鹿角和牦牛角以及山羊頭骨建築物的周圍豎著一些纏有牦牛尾巴的竿子。
傳說，古代有六位伊斯蘭教的聖賢帶著一條狗從和田來到羅布泊，這些聖賢們對昆康伯克的一位祖先所行的善事進了褒獎，獎口是一個銅體和一面旗幟。聖賢們離去的時候被一夥強盜盯上了，強盜們沿著狗留下的腳印一路追殺，聖賢們發現之後就砍掉了狗腿，狗變成了一尊化石。

### 婚俗
羅布人結婚之前必須得到雙方父母同意，新郎要在舉行婚禮的前幾天到新娘子家去幹活，跟著未來的岳丈一起下海子捕魚。舉行婚禮前夕，新郎家裏要為新娘家準備幾頭牛、羊以及幾張狐貍皮等物，由新郎送到新娘家，作為聘禮。新娘要為新郎拿出用羅布麻做成的12件襯褲。新娘的父親要把門前的某一塊海子贈給新娘做陪嫁。羅布人的婚禮在新娘家裏舉行。新郎和新娘要站在門口迎接前來參加婚禮的親朋好友，他們身邊都有伴郎和伴娘，新娘的父母要端上燒烤得香噴噴的魚和野鴨肉招待來賓。吃過飯之後，阿訇把兩張頭巾蓋在一對新人頭上，誦經祝福。婚禮結束時，所有參加婚禮的來賓都會向新人表達美好的祝願，說一些祝他們夫妻恩愛、幸福甜蜜的話。然後，大夥把一對新人送到海子邊，目送新郎新娘到達對岸，進入到新娘的父親為他們準備的一座帳篷裏，新郎新娘將在此度過新婚之夜。次日清晨，兩位中年婦女給新婚夫妻送凈身的水，小兩口清洗過後則到村裏挨家挨戶地向親戚朋友和左鄰右舍表示謝意。各家主人分別向年輕夫妻送上松魚、羅布麻、布料、木器等禮物。岳丈要給新女婿送卡盆、魚網等生產和生活用具。舉行婚禮的當天，羅布人村寨像過節一樣熱鬧，年輕人要舉著羅布麻唱歌、跳舞。

## 外部連結
- 罗布泊科考：芦苇屋见证罗布人渔村兴衰